# Ben Johnson (actor)
Ben Johnson Jr. (Foraker, Oklahoma; 13 de junio de 1918 - Mesa, Arizona; 8 de abril de 1996) fue un actor estadounidense que participó principalmente en wésterns.

## Biografía
Trabajaba en un rancho y solía actuar en rodeos cuando el productor Howard Hughes le contrató en 1940 para llevar unos caballos a California; a partir de ese momento, se dedicó a trabajar para el cine como especialista y doble de actores como John Wayne, James Stewart y Gary Cooper. Entonces el director John Ford se fijó en él y le dio un papel protagonista en Wagon Master (1950). Abandonó Hollywood en 1953 para regresar al rodeo, pero el cine pagaba mejor y era menos arriesgado, así que regresó al cine para completar una carrera que comprende más de 300 películas.
Conocido principalmente por sus wésterns, de entre la larga lista se pueden destacar aquellos dirigidos por John Ford, como La legión invencible (1949) y Río Grande (1950), los filmados en la década de los 60 por Sam Peckinpah, como Major Dundee (1965) y Grupo salvaje (1969).
Recibió el Óscar en 1972 al mejor actor secundario por su papel en The Last Picture Show (La última película) de Peter Bogdanovich, film que por una vez no pertenece al género del wéstern. También con Sam Peckinpah rodó La huida y Junior Bonner, ambas con Steve McQueen, así como Loca evasión, uno de los primeros trabajos de Steven Spielberg, y Muerde la bala, de Richard Brooks.
Siguió trabajando en películas como El tren del terror (1980), de Roger Spottiswoode, hasta su fallecimiento en el año 1996.
Johnson continuó trabajando casi de manera constante hasta su muerte de un ataque al corazón a la edad de 77 años. El 8 de abril de 1996, el veterano actor se derrumbó mientras visitaba a su madre de 96 años, Ollie en Leisure World en Mesa, Arizona , el suburbio Comunidad de jubilados de Phoenix donde ambos vivían. Posteriormente, el cuerpo de Johnson fue transportado desde Arizona a Pawhuska, Oklahoma, para su entierro en el cementerio de la ciudad de Pawhuska. 
Por su contribución a la industria cinematográfica, Johnson tiene una estrella en el paseo de la fama de Hollywood en 7083 Hollywood Boulevard. En 1982, fue incluido en el Western Performers Hall of Fame en el National Cowboy & Western Heritage Museum en Oklahoma City. 
En 1996, Tom Thurman hizo un documental sobre la vida de Johnson, titulado Ben Johnson: Third Cowboy on the Right , escrito por Thurman y Tom Marksbury. El Museo Vaquero Ben Johnson se inauguró en honor a Ben Johnson en su ciudad natal de Pawhuska, OK en junio de 2019. El museo muestra la vida y carrera de Ben Johnson, así como de su padre, Ben Johnson, Sr., quien también fue un vaquero campeón del mundo. Además de los Ben Johnsons, el museo también presenta a otros campeones mundiales de vaqueros, ranchos famosos (como en el que creció Ben) y artistas y artesanos de vaqueros, todos del área donde creció Ben. El Ben Johnson Memorial Steer Roping y el International Roundup Cavalcade, el rodeo amateur más grande del mundo, se llevan a cabo anualmente en Pawhuska, Oklahoma. 
En Pawhuska, Oklahoma, se encargó y produjo una escultura de bronce de tamaño uno y cuarto de John D. Free, de Ben Johnson a caballo y amarrando un novillo.

## Premios y distinciones
Premios Óscar
| Año  | Categoría              | Película           | Resultado |
| ---- | ---------------------- | ------------------ | --------- |
| 1972 | Mejor actor de reparto | La última película | Ganador   |